# Museu d'Història d'Hamburg
El Museu d'Història d'Hamburg (Museum für Hamburgische Geschichte en alemany), també conegut com a hamburgmuseum, és un museu d'història situat a la ciutat d'Hamburg, al nord d'Alemanya. El museu va ser establert en la seva ubicació actual el 1922, tot i que la seva organització matriu es va iniciar el 1839. Es troba a prop del parc Planten un Blomen, al centre d'Hamburg.

## Història

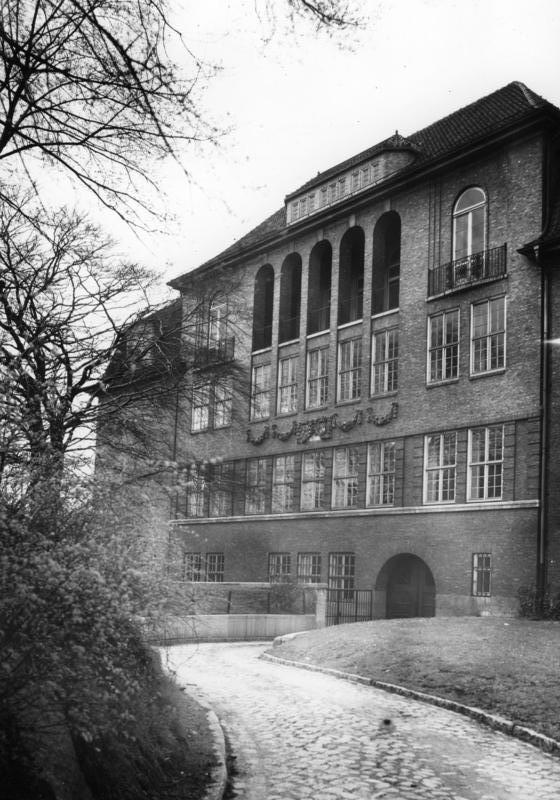
El Museum für Hamburgische Geschichte el 1930

La primera ubicació del museu fou l'escola Johanneum. Posteriorment Fritz Schumacher va dissenyar i construir l'actual edifici entre 1914 i 1922. El pati del museu va ser danyat pel gran incendi el 1942 i va ser restaurat el 1995. El 1989 es va construir una cúpula de vidre sobre el pati interior.
L'Observatori d'Hamburg (Hamburger Sternwarte) va ocupar algunes de les sales del Museu entre 1825 i 1912, abans de ser traslladat a Bergedorf. Ocupa una part de l'antiga muralla, una fortificació barroca construïda entre 1616 i 1625.
El museu va adoptar el nom d'hamburgmuseum i l'acrònim hm durant el 2006. Des de 2008, el museu compta amb un programa anomenat hm Freunde (Societat d'amics del museu de la història d'Hamburg).

## Interior i continguts
El museu té molts objectes preservats per la Societat d'Història d'Hamburg, fundada el 1839. El portal de Petri de l'església de Sant Petri, construïda el 1604, fou reconstruït en el pati del museu.
Exposicions permanents

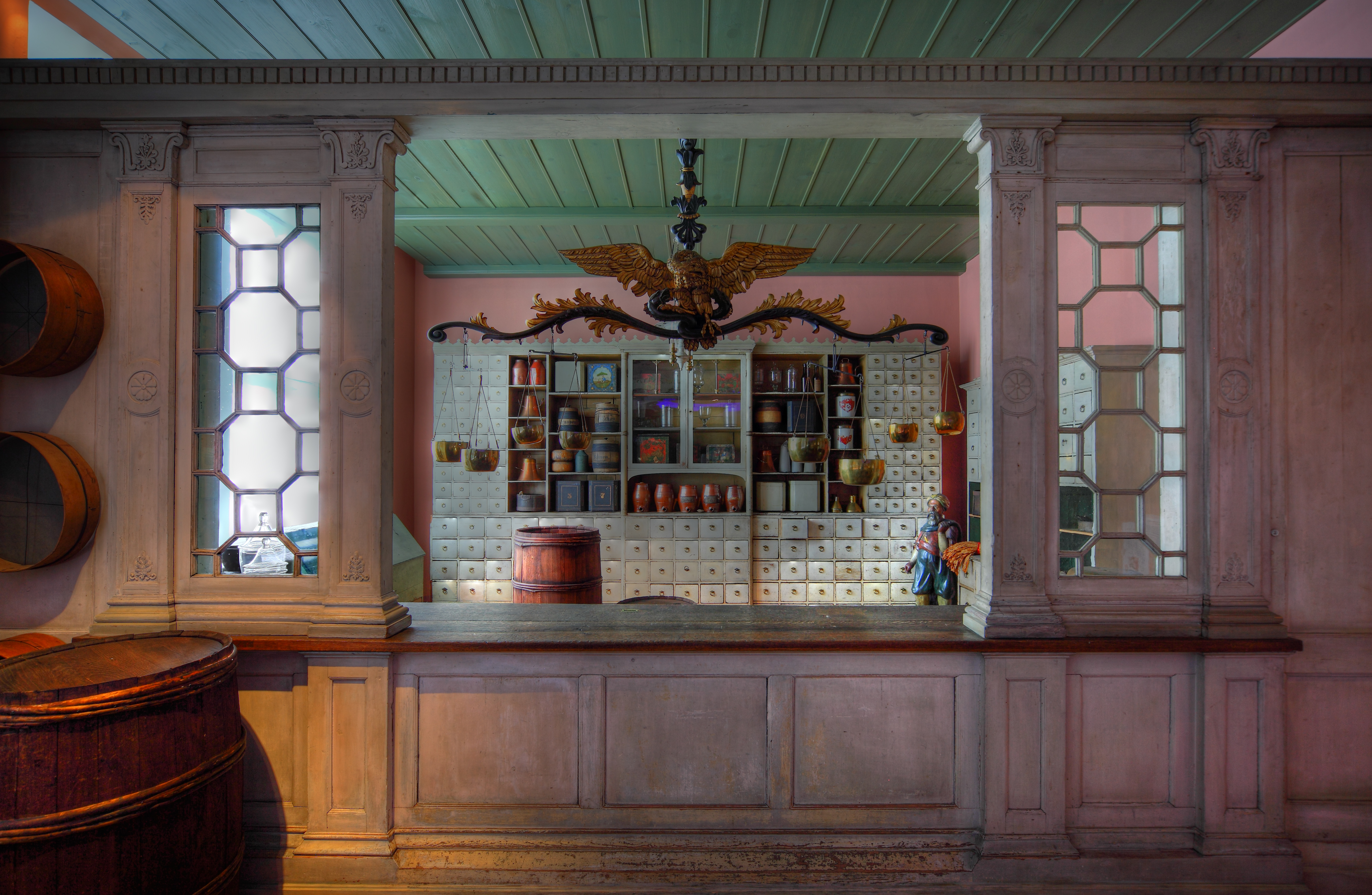
Objecte: botiga de béns colonials, ca. 1830

El museu té les següents exhibicions permanents:
- Hamburg en el segle XX
- Moments destacats de la història d'Hamburg
- L'Hamburg medieval
- Hamburg i les esglésies
- Hamburg en l'edat moderna primerenca
- Saló mercant barroc
- Vista de la ciutat i Constitució del segle XVII
- El començament de l'edat moderna
- L'incendi de 1842
- Emigració via Hamburg
- Comerç marítim
- Hamburg en el segle XXI
- Pont de navegació del vaixell de vapor Werner
- L'arribada dels primers jueus a Hamburg
- Il·lustració i emancipació
- Durant l'Imperi Alemany
- La República de Weimar
- Persecució i l'holocaust sota el règim nacionalsocialista
- Escoles jueves
- Jueus i negocis d'Hamburg
- Àrees residencials jueves i les seves condicions de vida
- La sinagoga